# Fumaria agraria
Fumaria agraria là một loài thực vật có hoa trong họ Anh túc. Loài này được Lag. mô tả khoa học đầu tiên năm 1816.